# Moe Goes from Rags to Riches
«Moe Goes from Rags to Riches» (укр. «Мо йде від шмат до багатств») — дванадцята серія двадцять третього сезону мультсеріалу «Сімпсони», прем'єра якої відбулась 29 січня 2012 року у США на телеканалі «Fox».

## Сюжет
У таверні Мо проходить міські збори (оскільки міськраду витруюють від ліжкових блощиць). Опісля офіціозу розпочинається вечірка, на якій зав'язується розмова про найкращих друзів. Згодом всі розуміють, що у Мо немає друзів, окрім барної шмати, і сміються з нього. Барт порівнює «дружбу» зі шматою і дружбу з Мілгаусом, що неабияк ображає останнього, який гніваючись іде від Барта.
Мо, зрештою, засмучується через сказані слова. Коли ж всі розходяться, шмата Мо починає розповідати свою історію…
У середньовіччі шмату виткала південнофранцузька швачка Марґеріт (Мардж), що виконувала завдання від герцога (містер Бернс). Той наказав зробити гобелен про себе. На виході з дому Марґеріт він вбиває всіх овець сім'ї, і роз'ятрені вівці починають виганяти чортову вовну, змушуючи Марґеріт безупинно ткати протягом 25 років. Коли герцог забирає результат, то спалює будинок. Однак, дорогою герцог і гобелен впали з прірви, повісивши при цьому герцога.
Потім гобелен помістили в собор, де у нього була армія фанаток. Однак, вікінги здійснили набіг на собор, і один вікінг (Гомер) викрав полотно і глузував з нього. Це було перше пізнання муки для гобелена.
У теперішньому часі Барт кидає каміння у вікно Мілгауза і намагається вибачитися, але марно. Потім Барт пробрався до кімнати Мілгауса і знову вибачився (прочитавши вибачення, написане своєю сестрою), але знову безрезультатно.
Те, що залишилося від гобелена, зрештою було продано на Близький Схід. Через деякий час шмата опинилася в Іспанії доби Відродження, де потрапила до рук Мікеланджело, який малював нею стелю Сікстинської капели. Однак, після того, як картина була закінчена, шмату викинули і про неї забули.
Після того, як шмата «пережила» громадянську війну і Велику депресію, її на прапор, з яким підкорювали Еверест. У горах прапор підхопила снігова людина, яка віддала шмату своєму синові — Мо Сизляку, який у теперішньому часі і досі спить з нею. На думку шмати, це було завершення її занепаду, однак вночі хтось відбирає шмату…
Вранці Барт знову вистежує Мілгауса. Як жест покаяння, Барт погоджується дозволити Дредеріку Тейтаму вдарити його. Мілгаус зворушений болем Барта, але друзі знову возз'єднуються.
Мо прокидається і починає розшукувати свою шмату. Злодійкою виявляється Мардж Сімпсон, яка, побачивши, як дорога для нього шмата, попрала ганчірку, перш ніж повернути власнику. Мо розуміє, що у нього є справжні друзі, і викидає шмату через вікно. Її підбирає Маленький Помічник Санти, який обожнює шмату, а потім бореться за неї з Меґґі. Шмата дуже радіє, що, нарешті, знайшла власника, який справді любить її.

## Виробництво
Вперше про серію оголосили на фестивалі San Diego Comic-Con у липні 2011 року.
Коментуючи роль шмати, запрошена зірка британський актор Джеремі Айронс сказав, що «він був радий це зробити, і мав честь, що його запросили». Він записав свої репліки влітку 2011 року.

## Цікаві факти і культурні відсилання
- Сюжет серії схожий на фільм 1998 року «Червона скрипка», який розповідав історію таємничої скрипки та її численних власників протягом кількох сотень років[4].
- Політ у заставці ― відсилання до припинення польотів Спейс Шаттлу 2011 року.

## Ставлення критиків і глядачів
Під час прем'єри серію переглянули 5,1 млн осіб з рейтингом 2.9, що зробило її другим найпопулярнішим шоу на каналі «Fox» тієї ночі, після «Сім'янина».
Гейден Чайлдс з «The A.V. Club» дав серії оцінку C-, розкритикувавши її за відсутність сатири. Він написав, що «деякі з найсмішніших і найкращих епізодів [23 сезону], як правило, і були дивовижними, але „Moe Goes from Rags to Riches“ є найбільшим винятком, з дуже малою кількістю гарних жартів, які виходять із найсміливіших передумов сезону на сьогоднішній день».
2012 року Генка Азарію було номіновано на премію «Еммі» за «Найкраще озвучування» в цій серії.
У лютому 2013 року серію було номіновано на премію «Енні» за «Найкращий дизайн в анімації».
Згідно з голосуванням на сайті The NoHomers Club більшість фанатів оцінили серію на 1/5 із середньою оцінкою 1,91/5.